# Акты президента России

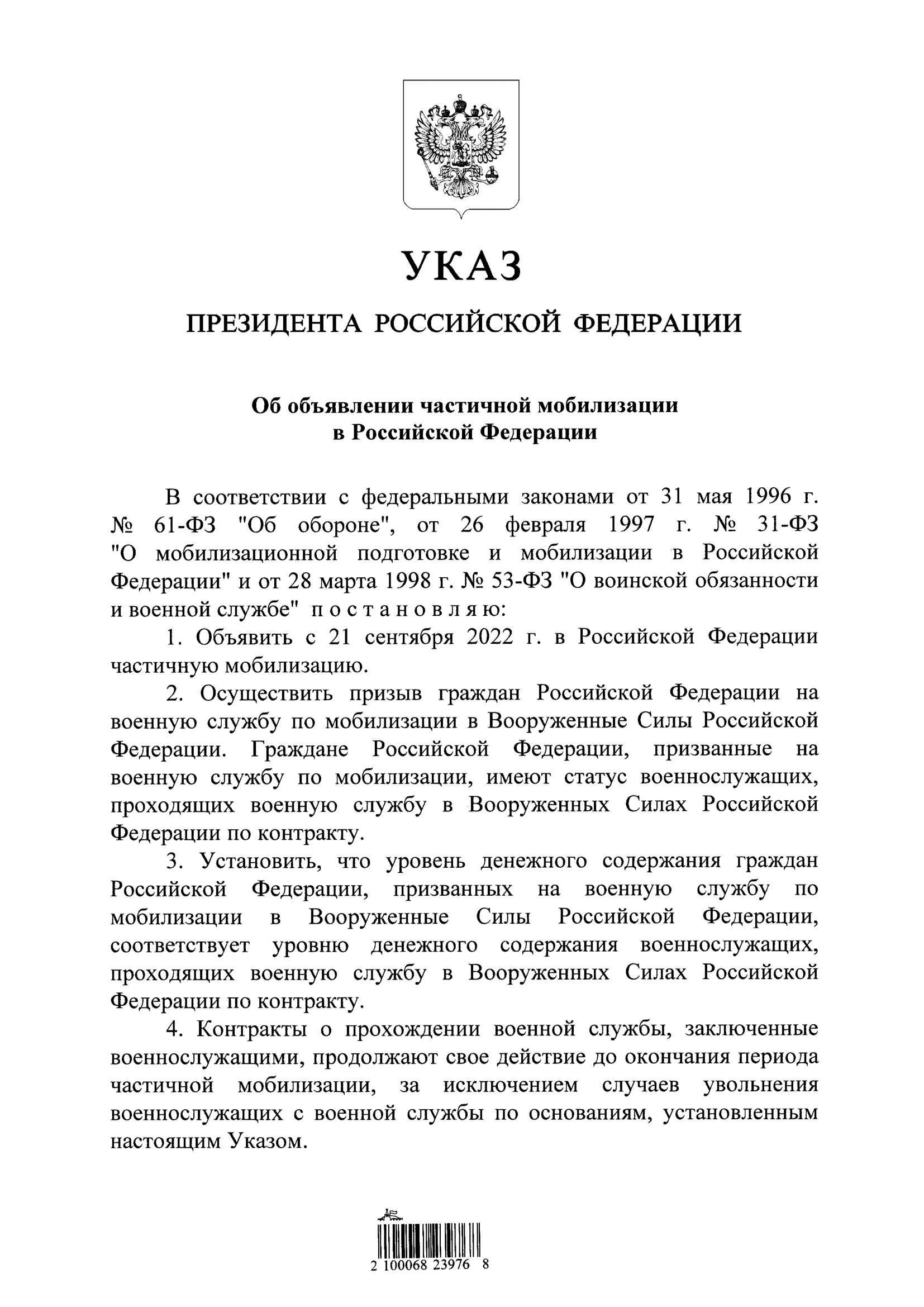
Внешний вид на бумажном носителе Указа Президента Российской Федерации от 21 сентября 2022 года № 647, первая страница

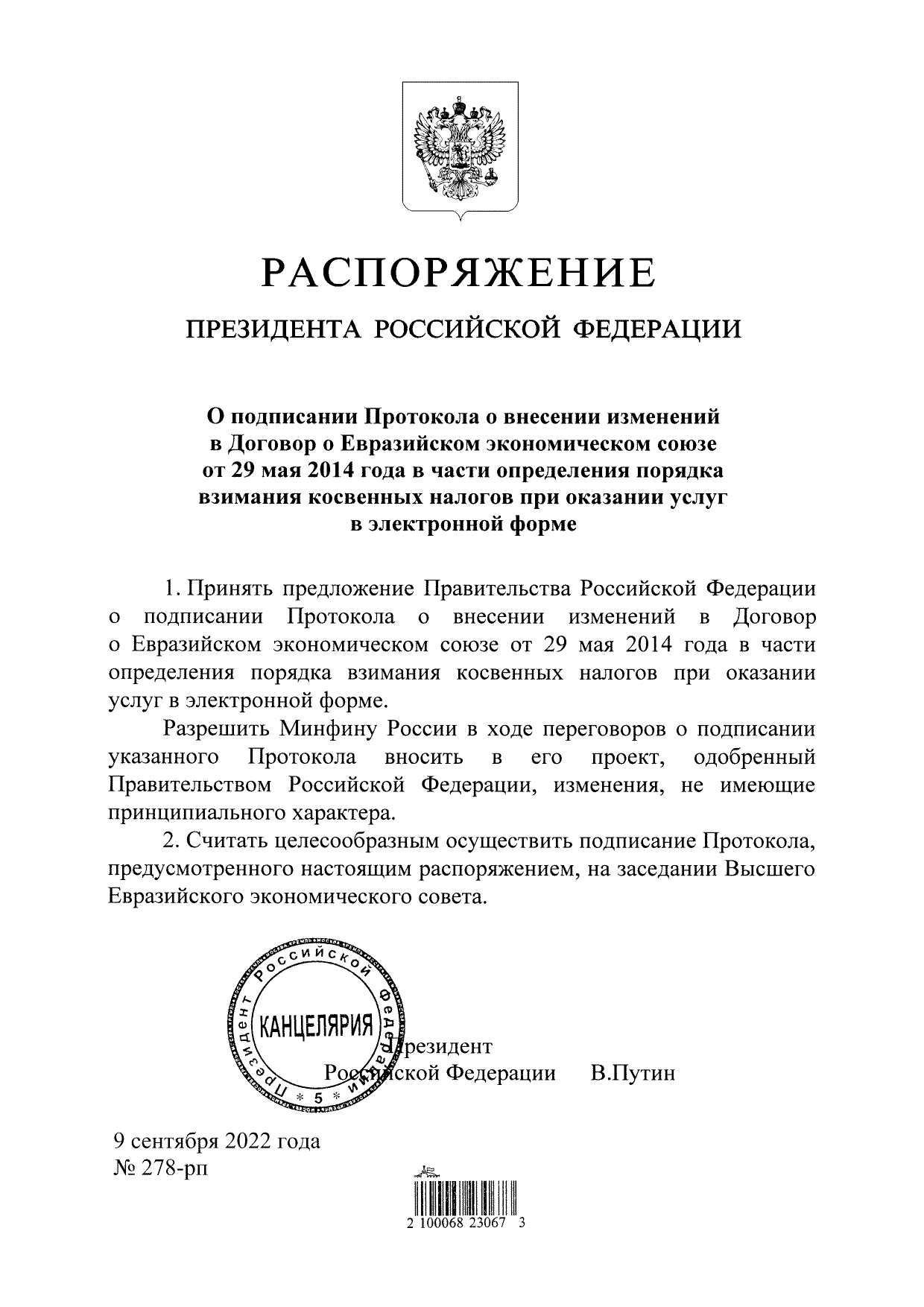
Внешний вид на бумажном носителе Распоряжения Президента Российской Федерации от 9 сентября 2022 года № 278-рп

А́кты Президе́нта Росси́йской Федера́ции — акты нормативного или не нормативного характера, издаваемые Президентом Российской Федерации в пределах его компетенции, определённой Конституцией России. Акты издаются в виде указов или распоряжений.
Указы и распоряжения Президента Российской Федерации обязательны для исполнения на всей территории России. Они не должны противоречить Конституции Российской Федерации, федеральным конституционным законам и федеральным законам. Указы и распоряжения обладают высшей юридической силой после Конституции Российской Федерации и федеральных законов, являются подзаконными правовыми актами.
Указы и распоряжения могут носить нормативный и ненормативный характер. Например, Указы от 2 марта 1994 г. № 442 и от 1 июня 1995 г. № 554 (недоступная ссылка), которыми утверждено Положение о государственных наградах в России, относятся к числу нормативных актов. Указ же о награждении конкретного лица относится к числу ненормативных (индивидуально-правовых или правоприменительных актов).
Акты Президента Российской Федерации в течение 10 дней после дня их подписания подлежат официальному опубликованию.
Акты президента Российской Федерации, имеющие нормативный характер, вступают в силу одновременно на всей территории государства по истечении семи дней после дня их первого официального опубликования. Иные акты президента, в том числе акты, содержащие сведения, составляющие государственную тайну или сведения конфиденциального характера, вступают в силу со дня их подписания. Самим актом может быть установлен другой порядок вступления его в силу. К номеру указа, содержащего государственную тайну, добавляется буква «с» или буквы «сс» — в зависимости от грифа секретности сведений, содержащихся в указе.
Указом Президент России вправе приостанавливать действие актов органов исполнительной власти субъектов России в случае противоречия этих актов Конституции России, федеральным конституционным законам и федеральным законам, международным обязательствам Российской Федерации или нарушения прав и свобод человека и гражданина.
В «Собрании законодательства Российской Федерации» акты президента России публикуются в третьем разделе. При этом вначале размещаются нормативные указы, затем — распоряжения ненормативного характера.
Современные акты президента Российской Федерации имеют штриховой код, который используется для внутреннего документооборота.